# Eurimedont (acusador)
Eurimedont (grec antic: Εὐρυμέδων, llatí: Eurymedon) fou un grec d'origen incert que va ser subornat per Demòfil per acusar Aristòtil d'impietat, dient que havia parlat irreverentment d'Hermes en un poema. Aquest poema el va conservar Ateneu de Nàucratis.